# Cetopsis oliveirai
Cetopsis oliveirai és una espècie de peix de la família dels cetòpsids i de l'ordre dels siluriformes.

## Morfologia
- Els mascles poden assolir 3,6 cm de longitud total.
- Nombre de vèrtebres: 40.[6][7]

## Hàbitat
És un peix d'aigua dolça i de clima tropical que viu entre 2-40 m de fondària.

## Distribució geogràfica
Es troba a Sud-amèrica: conca del riu Amazones.